# Nelsoninus maoricus
Nelsoninus maoricus es una especie de arácnido del orden Pseudoscorpionida de la familia Olpiidae.

## Distribución geográfica
Se encuentra en Nueva Zelanda.